# Ftía (hija de Foroneo)
En la mitología griega Ftía o Ptía (en griego Φθία o Φθίη, Phthía o Phthíē) era una hija de Foronoeo, que pudiera ser la heroína epónima de Ftía. Según un autor tuvo al epónimo Aqueo de su unión con Zeus. Esta versión está más o menos confirmada por Eliano, que nos dice que Zeus tomó la forma de paloma para seducir a la muchacha. En Hesíodo y Apolodoro Aqueo ya tiene su genealogía más tradicional, como hijo de Juto y Creúsa.
Para Hesíodo Doro y una hija de Foroneo tuvieron cinco hijas (cuyos nombres no se han podido restaurar), madres a su vez, en su unión con los dioses, de los curetes, entre un grupo de tres estirpes. Teniendo en cuenta que Hesíodo es la fuente más antigua, es probable que Ftía tuviera su origen en el Catálogo de mujeres, pero no se sabe si en esa obra adoptaría el papel de hija de Foroneo y esposa de Doro, o bien sería hija de Doro y madre por Apolo de los curetes.Por lo menos Apolodoro nos habla de una tal Ftía, que por Apolo fue madre de tres curetes: Doro, Laódoco y Polipetes.